# South Euclid
South Euclid ist eine City im Cuyahoga County des US-Bundesstaates Ohio. South Euclid ist eine Vorstadt von Cleveland und ist Teil des Großraums Cleveland. Das U.S. Census Bureau ermittelte bei der Volkszählung 2020 eine Einwohnerzahl von 21.883.

## Geografie
South Euclid fungiert ungefähr als zentraler Punkt für die Ostseite des Großraums Cleveland und grenzt an Cleveland, Cleveland Heights, University Heights, Beachwood, Lyndhurst, Richmond Heights und Euclid.

## Geschichte
Das Land, das heute South Euclid umfasst, war Teil der Western Reserve, die 1796 durch einen Vertrag mit der Irokesenkonföderation von der Connecticut Land Company erworben wurde. Im Jahr 1797 nannte Moses Cleaveland das Gebiet östlich des Cuyahoga River Euclid, nach dem griechischen Mathematiker und "Schutzpatron" der Landvermesser. Euclid Township wurde offiziell im Jahr 1809 gegründet. Im Jahr 1828 wurde Euclid Township in neun Bezirke aufgeteilt, wobei South Euclid der zweite Bezirk wurde. Die Einwohner von South Euclid wollten schließlich Autonomie von der größeren Euclid Township und stimmten am 13. Oktober 1917 für die Gründung als Dorf (Village), wobei Edward C. Foote wenige Wochen später, am 6. November, zum ersten Bürgermeister gewählt wurde. Gleichzeitig wurde das Dorf Bluestone mit dem Niedergang der Blausteinindustrie, der durch die Verbesserung des Gussbetons herbeigeführt wurde, in South Euclid eingemeindet.
South Euclids schnelles Wirtschafts- und Bevölkerungswachstum setzte sich in den ersten Jahrzehnten des 20. Jahrhunderts fort, angetrieben durch die Industrie im nahe gelegenen Cleveland. So wurde South Euclid 1941 offiziell von einem Dorf zu einer Stadt erhoben.

## Demografie
Nach einer Schätzung von 2019 leben in South Euclid 21.297 Menschen. Die Bevölkerung teilt sich im selben Jahr auf in 44 % nicht hispanische Weiße, 45 % Afroamerikaner, 2 % Asiaten, 1 % Sonstige und 5 % mit zwei oder mehr Ethnizitäten. Hispanics oder Latinos aller Ethnien machten 3 % der Bevölkerung aus. Das mittlere Haushaltseinkommen lag bei 61.078 US-Dollar und die Armutsquote bei 15,1 %.
| Jahr | Einwohner¹ |
| ---- | ---------- |
| 1920 | 1.605      |
| 1950 | 15.432     |
| 1960 | 27.659     |
| 1970 | 29.579     |
| 1980 | 25.713     |
| 1990 | 23.866     |
| 2000 | 23.537     |
| 2010 | 22.295     |
| 2020 | 21.883     |

¹ 1920 – 2020: Volkszählungsergebnisse